# Kijowiec (gromada w powiecie bialskim)
Kijowiec – dawna gromada, czyli najmniejsza jednostka podziału terytorialnego Polskiej Rzeczypospolitej Ludowej w latach 1954–1972.
Gromady, z gromadzkimi radami narodowymi (GRN) jako organami władzy najniższego stopnia na wsi, funkcjonowały od reformy reorganizującej administrację wiejską przeprowadzonej jesienią 1954 do momentu ich zniesienia z dniem 1 stycznia 1973, tym samym wypierając organizację gminną w latach 1954–1972.
Gromadę Kijowiec z siedzibą GRN w Kijowcu utworzono – jako jedną z 8759 gromad na obszarze Polski – w powiecie bialskim w woj. lubelskim na mocy uchwały nr 5 WRN w Lublinie z dnia 5 października 1954. W skład jednostki weszły obszary dotychczasowych gromad Kijowiec wieś, Kijowiec kol., Dereczanka i Koczukówka ze zniesionej gminy Dobryń oraz obszar dotychczasowej gromady Nowosiółki ze zniesionej gminy Bohukały w tymże powiecie. Dla gromady ustalono 11 członków gromadzkiej rady narodowej.
1 stycznia 1960 gromadę zniesiono, włączając jej obszar do gromad Zalesie (wieś i kolonię Kijowiec, wieś Dereczanka oraz wieś i kolonię Koczukówka) i Berezówka (wieś Nowosiółki) w tymże powiecie.